# Сибарис
Си́барис, или Сибари́да (др.-греч. Σύβᾰρις), — известный в древности греческий город в Лукании, основанный ахейцами и трезенцами около 720 года до н. э. По легенде, его основали выходцы из Ахайи во главе с уроженцем Гелики. Достоверной информации о Сибарисе очень мало, а античные историки в своих сочинениях нередко грешат неточностями или даже откровенно фантазируют.

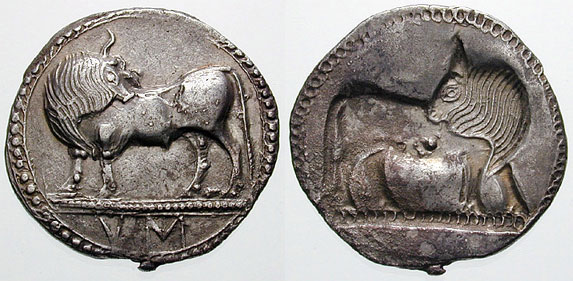
Монета Сибариса (номос), условно датируемая 550—510 годами до н. э.

Антонин Либерал пересказывает поэму Никандра, согласно которой Эврибат, сын Евфема из рода Аксия, спас Алкионея, сына Диома и Меганиры, которого дельфийцы вели к пещере на горе Кирфи, чтобы оставить там в качестве искупительной жертвы чудовищу, которое называли Ламия или Сибарида. Эврибат схватил Сибариду и сбросил её со скалы. В месте, где Сибарида ударилась о скалу, забил источник, названный Сибарида. По его имени локрийцы назвали основанный ими город Сибарис.
Город был расположен недалеко от границы Бруттия, между устьями двух рек Сибарис (ныне Косчиле) и Кратис (Κρᾶθις, ныне Крати), и хотя он не имел собственной гавани, но благодаря якобы развитой торговле описывается греческими авторами как весьма могущественный и богатый. В период расцвета ему подчинялись 25 других городов (по сведениям Страбона), так что сибариты могли выставить против кротониатов до 300 тыс. человек войска. Эта цифра приводится в трудах Диодора и скорее всего является сильно завышенной, хотя бы потому, что в другом месте та же цифра отнесена у него ко всему населению Сибариса. Считается, что богатство приучило жителей Сибариса к изнеженному образу жизни, так что слово «сибарит» вошло в пословицу и сделалось нарицательным обозначением человека, живущего в роскоши.
В 510 году до н. э. во время правления тирана Телия сибариты начали войну с Кротоном, но были побеждены и город их разрушен до основания, причём, по легенде, кротониаты отвели реку Кратис в черту разорённого города. В 443 году до н. э., по инициативе Афин, оставшиеся жители Сибариса в союзе с переселенцами из Аттики построили близ его руин новый город, о котором см. статью Фурии.